# Castell i vila closa de Maials
La vila de Maials és situada en un serrat al sector septentrional del terme municipal. El vestigis del castell de Maials es troben en el nucli més antic de la població, conegut com a Vila Closa o Vileta.

## Història
L'estructura urbana de la vila de Maials, correspon a llocs de cultura ibèrica. Degué mantenir un caire de fortalesa sota la dominació sarraïna. Es desconeix el moment exacte de la conquesta de l'indret però se sap que entre el 1154 i el 1165 el territori corresponent a aquest terme fou donat al bisbe de Tortosa Gaufred d'Avinyó el qual probablement n'inicià el procés de colonització; tanmateix, la repoblació del terme no es feu efectiva fins al regnat de Jaume I (1213-76) i fou encomanada al noble Pere Arnau de Cervera.
La jurisdicció civil de Maials fou inicialment dels sobirans; el rei Pere III el Cerimoniós havia concedit la vila, després de mitjan segle xiv, al senyor «dit d'Illa» (aquest llinatge procedent del lloc d'Illa, al Rosselló, intervingué en la conquesta de Mallorca i estigué al servei d'Alfons II i Pere III). Aquest fet és corroborat en el fogatjament dels anys 1365-70, ja que consta, dins la vegueria de Lleida, el «lloch de Mayals, qui és del senyor dit Illa»; Maials tenia en aquest moment 89 focs. El 1381, Maials havia passat a mans de Joan Mercer, ciutadà de Saragossa.
En la guerra civil (1462-1472) contra Joan II, la Generalitat feu fortificar la vila (1464) per assegurar la comunicació de Lleida amb Flix. El 1499 era senyor de Maials Francesc de Camporrells i a mitjan segle xvi havia passat a la família Castellvell, llinatge de Lleida que el 1500 eren senyors de Castellmeià. El primer Castellvell que apareix com a senyor de Maials és Gaspar, el 1555, cavaller de la confraria de Sant Jordi de Lleida. El 1603 Josep de Castellvell era paer en cap de Lleida i el 1618 comprà les baronies de Llardecans i Sarroca, que afegí a la de Maials.
Anys més tard, la baronia passà als Bryas i una dama d'aquest llinatge es casà el 1740 amb Procopi Francesc de Bassecourt, militar, que havia de ser corregidor de Lleida (1761-65), fundador de l'Acadèmia d'Agricultura i impulsor de les obres públiques i del conreu de l'olivera; li fou confirmat el 1754 el títol de baró de Maials i havia rebut el 1746 el de comte de Santa Clara. El seu fill Joan fou governador de la Louisiana (1796-99) i de Barcelona (1802-08). Els seus descendents mantingueren la senyoria sobre Maials fins a la desamortització del segle xix.

## Arquitectura

### El castell
La part més ben conservada de l'antic castell es troba a dalt de tot del poble, on hi ha les restes d'una estructura rectangular, modificada per reparacions posteriors i per haver-s'hi recolzat cases. Al nord hi ha set filades de carreus ben treballats que podrien ser els vestigis d'una torre a partir de la qual es desenvolupà la primitiva vila closa durant la segona meitat del segle xii i sobretot durant el segle xiii.

### Lavila closa
La població de Maials té tres zones urbanes que reflecteixen clarament la seva evolució: la primitiva vila closa, al capdamunt del tossal, el nucli sorgit a la baixa edat mitjana pel pendent sud-est i finalment, la zona d'expansió a partir del segle xviii. A la part baixa de la vila closa, dins del recinte emmurallat, es conserven les restes del temple romànic de Santa Maria.
La primitiva vila closa era tancada per una muralla de la qual encara hi ha restes, si bé en gran part corresponen a la reforma que es feu del recinte antic en el moment de bastir la nova muralla que protegí el barri nascut a partir del segle xv. S'accedia al nucli original per dues portes. Pel sector nord, pel portal de la Costa que va ser refet al final de l'edat mitjana i encara se'n conserva el costat esquerre, amb l'arrencada d'un arc adovellat de mig punt. Al costat meridional hi devia haver una altra portal, segurament el principal, ja que era la part més accessible. Aquesta porta s'anomenà Porta Vella en bastir-se'n un altre 100 més a l'est, el Portal Nou que esdevindria l'accés principal a partir del segle xiv. El Portal Nou era flanquejat per dues torres de les quals hi ha restes en mig de les cases.
A l'oest de la Porta Vella es conserva un tram de la muralla primitiva, modificat al llarg del temps, el qual és un dels testimonis millor conservats de la vella fortificació. S'hi veuen algunes filades de carreus posats al llarg, de mida més gran que els de la muralla baix-medieval. Al nord-oest d'aquesta muralla hi ha una torre construïda amb carreus encoixinats a les cantonades, cosa que ajuda a datar l'obra al segle xiv.
Maials s'ajusta al model d'assentament medieval. Castell a la part alta, església a un nivell inferior, cases per la solana i muralla de tancament de tot el nucli.